# 2014 год в спорте
Список описывает спортивные события 2014 года.

## Олимпийское движение
- 7—23 февраля — XXII зимние Олимпийские игры (Сочи, Россия).
  - 7 февраля — церемония открытия[1].
  - 9 февраля[2]
    - Российские фигуристы завоевали первую золотую медаль на Олимпийских играх в Сочи, победив в командном турнире[3].
    - Итальянец Армин Цоггелер завоевал бронзовую медаль в соревнованиях среди мужчин на одноместных санях — шестую олимпийскую награду в карьере. Второе место занял участник семи Олимпиад — россиянин Альберт Демченко. Победитель состязаний и обладатель рекорда трассы — Феликс Лох из Германии.
    - Российская конькобежка Ольга Граф стала бронзовым призёром Игр на дистанции 3000 метров, побив на равнинном катке национальный рекорд, установленный Светланой Высоковой 18 ноября 2005 года в высокогорном Солт-Лейк-Сити[4]. Первую позицию заняла представительница Нидерландов Ирен Вюст, вторую — чешка Мартина Сабликова.
    - Биатлонистка Анастасия Кузьмина, выступающая за сборную Словакии, стала двукратной олимпийской чемпионкой в спринте. Российская спортсменка Ольга Вилухина показала второй результат.

  - 10 февраля[5]
    - Мужская сборная России по кёрлингу дебютировала на Олимпиаде. Одержав три победы в девяти матчах, команда заняла седьмое место. Женская команда стала девятой.
    - Российский могулист Александр Смышляев завоевал бронзовую медаль в этой дисциплине фристайла, уступив двум канадцам — Александру Билодо и Микаэлю Кингсбери. Для Билодо золотая награда стала второй в карьере.

  - 11 февраля — южнокорейская конькобежка Ли Сан Хва показала первое время на 500-метровке, ставшее новым олимпийским рекордом. Россиянка Ольга Фаткулина заняла вторую позицию, третьей финишировала Маргот Бур из Нидерландов[6]
  - 12 февраля — фигуристы Татьяна Волосожар и Максим Траньков набрали в короткой программе наибольшую сумму баллов за всю историю проведения соревнований среди спортивных пар. Победив и в произвольной программе, они стали двукратными чемпионами домашних Олимпийских игр. Второе место заняли Ксения Столбова и Фёдор Климов, третье — представители Германии Алёна Савченко и Робин Шолковы[7].
  - 13 февраля[8]
    - Французский биатлонист Мартен Фуркад победил в индивидуальной гонке (11 февраля он выиграл и пасьют). Первые олимпийские медали в карьере завоевали немец Эрик Лессер (серебро) и россиянин Евгений Гараничев (бронза).
    - Сборная Германии по санному спорту финишировала первой в смешанной эстафете. Российская команда, за которую выступали Татьяна Иванова, Альберт Демченко, Александр Денисьев и Владислав Антонов, заняла вторую позицию. Третьими стали представители Латвии.

  - 14 февраля — Елена Никитина заняла третье место в скелетоне. Чемпионкой стала британка Элизабет Ярнольд, серебряным призёром — Ноэль Пикус-Пэйс из США[9].
  - 15 февраля
    - Александр Третьяков выиграл первую в истории России золотую олимпийскую медаль в скелетоне[10].
    - Владимир Григорьев занял второе место в забеге на 1000 м в шорт-треке, уступив только Виктору Ану[11].

  - 16 февраля — мужская сборная России по лыжным гонкам впервые в истории выиграла олимпийскую медаль в эстафетной гонке, взяв серебро (состав: Дмитрий Япаров, Александр Бессмертных, Александр Легков, Максим Вылегжанин)[12]. Победу и в мужской, и в женской эстафете одержала команда Швеции.
  - 17 февраля[13]
    - Белорусская биатлонистка Дарья Домрачева стала первой в истории трёхкратной олимпийской чемпионкой в личных гонках: масс-старте, индивидуальной гонке и пасьюте[14].
    - Бобслеисты Александр Зубков и Алексей Воевода выиграли первую в истории России золотую олимпийскую медаль в соревнованиях двоек[15].
    - Российские фигуристы Елена Ильиных и Никита Кацалапов стали бронзовыми призёрами в танцах на льду, уступив канадцам Тессе Вертью и Скотту Моиру, а также американцам Мерил Дэвис и Чарли Уайту, которые обновили собственный мировой рекорд.

  - 18 февраля[16]
    - Сноубордист Николай Олюнин показал второй результат в бордеркроссе. Победителем стал француз Пьер Вольтье.
    - Женская сборная России по хоккею заняла шестое место на олимпийском турнире, мужской коллектив стал пятым.

  - 19 февраля[17]
    - Сноубордист Вик Уайлд выиграл первое в истории России олимпийское золото в параллельном гигантском слаломе, Алёна Заварзина стала третьей в аналогичной дисциплине.
    - Российские лыжники Максим Вылегжанин и Никита Крюков завоевали серебряную медаль в командном спринте, проиграв финнам.
    - Норвежский биатлонист Уле-Эйнар Бьёрндален стал восьмикратным олимпийским чемпионом, выиграв вместе с Эмилем Хегле Свендсеном, Турой Бергер и Тириль Экхофф смешанную эстафету. Бьёрндален и Свендсен на Играх в Сочи первенствовали в спринте и гонке с общего старта соответственно.

  - 20 февраля — фигуристка Аделина Сотникова впервые в российской и советской истории стала победительницей состязаний в женском одиночном катании. Вторую позицию заняла Ким Ён А из Кореи, третью — итальянка Каролина Костнер[18].
  - 21 февраля[19]
    - Виктор Ан стал шестикратным олимпийским чемпионом в шорт-треке, завоевав три золотых и одну бронзовую медали.
    - Российские биатлонистки Яна Романова, Ольга Зайцева, Екатерина Шумилова и Ольга Вилухина заняли вторую позицию в женской эстафете. Лучшее время показали украинки.

  - 22 февраля[20]
  - Российские биатлонисты Алексей Волков, Евгений Устюгов, Дмитрий Малышко и Антон Шипулин победили в мужской эстафете.
  - Вик Уайлд показал лучший результат в параллельном слаломе.
  - Российские конькобежки Ольга Граф, Екатерина Лобышева, Ольга Фаткулина и Екатерина Шихова заняли третье место в командной гонке. Чемпионками и обладателями нового олимпийского рекорда стали голландки.
  - 23 февраля
    - Российские лыжники Александр Легков, Максим Вылегжанин и Илья Черноусов впервые в истории выиграли все награды в 50-километровом масс-старте[21].
    - Российские бобслеисты Александр Зубков, Алексей Негодайло, Дмитрий Труненков и Алексей Воевода победили в состязаниях четвёрок[22].
    - Российская сборная выиграла неофициальный общекомандный зачёт зимних Олимпийских игр в Сочи, завоевав 33 медали, в том числе 13 золотых[23].
    - На церемонии закрытия российский флаг пронёс фигурист Максим Траньков.

- 7—16 марта — XI Зимние Паралимпийские игры (Сочи, Россия).
  - 7 марта — церемония открытия. Флагоносцем сборной России стал горнолыжник Валерий Редкозубов, ставший двукратным победителем Паралимпиады[24].
  - 8 марта — российские биатлонисты завоевали четыре золотые медали в спринте[25].
  - 10 марта — российские лыжники выиграли три золота на длинной дистанции[26].
  - 12 марта — канадец Брайан Маккивер победил в лыжной гонке на 1 км среди слабовидящих спортсменов. Для него эта золотая награда стала девятой в карьере[27]. На аналогичной дистанции и в той же категории у женщин первенствовала россиянка Михалина Лысова, завоевавшая четвёртую медаль высшего достоинства[28].
  - 14 марта — россияне досрочно победили в медальном зачёте домашних Игр[29].
  - 15 марта
    - Российский биатлонист и лыжник Роман Петушков стал шестикратным паралимпийским чемпионом[30].
    - Впервые выступавшая на Паралимпиаде российская команда по кёрлингу уступила в финале паралимпийских соревнований канадцам. Третье место заняла сборная Великобритании[31]. Другие дебютанты Игр — российские хоккеисты — также завоевали серебро, проиграв американцам с минимальным счётом. Бронзовыми призёрами стали представители Канады[32].

  - 16 марта
    - Россия побила рекорд сборной Австрии по общему количеству медалей на одной зимней Паралимпиаде, установленный в 1984 году в Инсбруке (70 наград: 34 золотых, 19 серебряных и 17 бронзовых). Россияне попадали на пьедестал в Сочи 80 раз (30+28+22).
    - Состоялась церемония закрытия XI Паралимпийских зимних игр. Российский флаг несла Михалина Лысова[33].

- 16—28 августа — II Летние юношеские Олимпийские игры (Нанкин, Китай)[34].

## Автоспорт
- 5—18 января — Ралли Дакар (Аргентина, Боливия и Чили)[35]. Российский экипаж Андрея Каргинова выиграл ралли в зачёте грузовиков[36].
- 16 марта — Даниил Квят стал самым молодым пилотом Формулы-1, набравшим очки в дебютной гонке (на Гран-при Австралии он финишировал десятым, а после дисквалификации Даниэля Риккардо за превышение топливного лимита поднялся на девятую строчку, заработав два балла)[37]. Команда «Ред Булл» подала апелляцию на решение судей FIA об исключении гонщика из протокола, но 14 апреля протест был отклонён[38].
- 14—15 июня — 82-я автомобильная гонка на выносливость (трасса Сарта в окрестностях Ле-Мана, Франция)[39]. Победителем стал экипаж Audi Team Sport Joest в составе Марселя Фесслера, Андре Лоттерера и Бенуа Трелуйе[40].
- 12 октября — первое в истории России Гран-при Формулы-1 в Сочи[41]. Победу в гонке одержал британец Льюис Хэмилтон («Мерседес»).
- 23 ноября — Гран-при Абу-Даби. Британский гонщик Льюис Хэмилтон одержал победу в гонке и стал двукратным чемпионом мира в классе Формула-1, россиянин Даниил Квят занял 15 место в общем зачёте. Кубок конструкторов впервые в истории завоевала команда «Мерседес»[42].

## Баскетбол
- 27 марта — московское «Динамо» во второй раз подряд стало обладателем Кубка Европы среди женщин, обыграв в финале одноимённый клуб из Курска[43].
- 13 апреля — команда УГМК из Екатеринбурга завоевала бронзу женской Евролиги[44]. Победителем турнира стал «Галатасарай», серебряным призёром — «Фенербахче» (оба клуба представляют Турцию)[45].
- 29 апреля — клуб УГМК в шестой раз подряд стал чемпионом России среди женщин[46].
- 7 мая — испанская «Валенсия» выиграла Кубок Европы среди мужчин, победив в финальной серии казанский УНИКС[47].
- 18 мая — израильский клуб «Маккаби» из Тель-Авива стал шестикратным победителем мужской Евролиги[48]. Московский ЦСКА занял четвёртое место после испанских «Реала» и «Барселоны»[49].
- 5—8 июня — чемпионат мира по баскетболу 3×3 (Москва, Россия)[50]. Российская сборная заняла третье место.
- 13 июня — московский ЦСКА одержал четвёртую победу в Единой лиге ВТБ[51].
- 15 июня — клуб «Сан-Антонио Спёрс» стал пятикратным чемпионом НБА[52].
- 30 августа — 14 сентября — чемпионат мира по баскетболу (Испания)[53]. Чемпионами стали баскетболисты США[54].
- 27 сентября — 5 октября — чемпионат мира по баскетболу среди женщин (Турция)[55]. Победу одержали американки[56].

## Биатлон
- 29 января — 4 февраля — открытый чемпионат Европы по биатлону (Нове-Место-на-Мораве, Чехия).
- 23 марта — француз Мартен Фуркад и финка Кайса Мякяряйнен выиграли общий зачёт Кубка мира.
- 21—24 августа — чемпионат мира по летнему биатлону (Тюмень, Россия)[57].

## Борьба
- 1—6 апреля — чемпионат Европы по борьбе (Вантаа, Финляндия)[58][59]. Сборная России стала лучшей во всех видах программы: как в общекомандном медальном зачёте, так и по набранным очкам[60][61].
- 8 — 14 сентября — чемпионат мира по борьбе (Ташкент, Узбекистан)[62]. Победу одержала сборная России по спортивной борьбе[63].

## Велоспорт
- 26 февраля—2 марта — чемпионат мира по трековым велогонкам в Кали (Колумбия)[64]. Россия завоевала одну золотую и четыре бронзовые награды[65].
- 9 мая—1 июня — Джиро д’Италия[66]. Первое место в генеральной классификации занял колумбиец Наиро Кинтана («Movistar Team»)[67].
- 5—27 июля — Тур де Франс[68]. Победителем стал итальянец Винценцо Нибали («Pro Team Astana»)[69].
- 23 августа—14 сентября — Вуэльта Испании[70]. Лучший результат показал капитан российской велокоманды Team Saxo-Tinkoff испанец Альберто Контадор[71].

## Волейбол
- 16 марта — «Динамо-Казань» впервые в своей истории выиграло женскую Лигу чемпионов, обыграв в финале турецкий «Вакыфбанк»[72]. Самым результативным и самым ценным игроком турнира стала Екатерина Гамова[73]; лучшей подающей — итальянка Антонелла Дель Коре (она также выступает за «Динамо»); лучшей блокирующей — американка Джордан Ларсон (по окончании сезона перешла в турецкий «Эджаджибаши»[74]).
- 23 марта — «Белогорье» стало победителем мужской Лиги чемпионов, одержав в решающей двухматчевой серии победу над «Халкбанком» из Турции[75]. Казанский «Зенит» занял четвёртое место, уступив польскому клубу «Ястшембски Венгель»[76]. Индивидуальные награды российских волейболистов[77]:
  - Самый ценный игрок — Сергей Тетюхин («Белогорье»);
  - лучший нападающий — Максим Михайлов («Зенит»);
  - лучший блокирующий — Дмитрий Мусэрский («Белогорье»);
  - fair play — Александр Волков («Зенит»).
- 30 марта — «Заречье-Одинцово» впервые стало обладателем женского Кубка вызова, переиграв в финале турецкий «Бешикташ»[78]. Наталья Малых признана самым ценным игроком завершившегося розыгрыша еврокубка[79].
- 30 апреля — казанский «Зенит» выиграл мужскую Суперлигу[80].
- 11 мая — «Белогорье» и «Динамо-Казань» стали первыми отечественными чемпионами мира среди клубов[81][82]. Самыми ценными игроками турнира признаны Дмитрий Мусэрский и Екатерина Гамова. В символические сборные также вошли Сергей Тетюхин, Екатерина Уланова и Регина Мороз[83][84], которая решила продолжить карьеру в московском «Динамо»[85].
- 15 мая — «Динамо-Казань» в четвёртый раз подряд выиграло женскую Суперлигу[86].
- 24 августа — женская сборная России заняла третью позицию на Гран-при, уступив в «финале шести» командам Бразилии и Японии[87][88].
- 30 августа — 21 сентября — чемпионат мира по волейболу среди мужчин (Польша)[89]. Первое место заняли хозяева турнира[90].
- 23 сентября—12 октября — чемпионат мира по волейболу среди женщин (Италия)[91]. Победителями стали представительницы США, сборная России впервые в истории осталась без медалей[92].

## Гандбол
- 12—26 января — чемпионат Европы по гандболу среди мужчин (Дания)[93]. Победителем стала сборная Франции. Россияне выбыли на втором групповом этапе.
- 7—21 декабря — чемпионат Европы по гандболу среди женщин в Венгрии и Хорватии[94]. Первое место заняла команда Норвегии[95]. Сборная России завершила борьбу уже на первом групповом этапе[96].

## Гимнастика
- 14—18 мая — 30-й чемпионат Европы по спортивной гимнастике (София, Болгария)[97]. Женская сборная России заняла второе место в общекомандном зачёте после Румынии[98].
- 19—25 мая — 31-й чемпионат Европы по спортивной гимнастике среди мужчин (София, Болгария)[97]. Мужская команда РФ выиграла пять золотых медалей[99].
- 13—15 июня — чемпионат Европы по художественной гимнастике (Баку, Азербайджан)[100]. Сборная России завоевала 8 золотых наград из 9 возможных[101].
- 21—28 сентября — чемпионат мира по художественной гимнастике (Измир, Турция)[102]. Российская команда выиграла 8 золотых и 4 серебряных медали[103].
- 3—12 октября — чемпионат мира по спортивной гимнастике (Китай)[104]. Российская команда стала обладателем одной золотой и пяти бронзовых наград[105].

## Горнолыжный спорт
- 16 марта — австрийцы Марсель Хиршер и Анна Феннингер выиграли общий зачёт Кубка мира.
- 11 ноября — британская скрипачка и композитор Ванесса Мэй, выступавшая в состязаниях по гигантскому слалому на Олимпийских играх в Сочи в составе сборной Таиланда под фамилией отца Ванакорн, дисквалифицирована на четыре года за фальсификацию результатов на отборочном соревновании в Словении[106]. 4 декабря Мэй обратилась в Спортивный арбитражный суд в Лозанне (Швейцария) по поводу решений Международной федерации лыжных видов спорта (FIS) о дисквалификации и отмене её результатов[107].
- 14 декабря — слаломист Александр Хорошилов стал первым призёром этапа Кубка мира по горнолыжному спорту в российской истории, став обладателем бронзовой медали[108].

## Гребля
- 6 апреля — команда гребцов Оксфордского университета одержала победу в 160-й ежегодной гонке на Темзе[109].
- 6—10 августа — чемпионат мира по гребле на байдарках и каноэ (Москва, Россия)[110].
- 24—31 августа — чемпионат мира по академической гребле (Амстердам, Нидерланды)[111].

## Дзюдо
- 24—27 апреля — чемпионат Европы по дзюдо (Монпелье, Франция)[112][113].
- 25—31 августа — чемпионат мира по дзюдо (Челябинск, Россия)[114].

## Кёрлинг
- 15—23 марта — женский чемпионат мира в канадском Сент-Джоне[115]. Сборная России впервые в истории стала бронзовым призёром соревнований[116]. В финале команда Швейцарии выиграла у сборной Канады со счётом 9:5[117].
- 29 марта—6 апреля — мужской чемпионат мира в Пекине (Китай). Первое место заняли норвежцы, второе — шведы. Россияне стали 11-ми.
- 22—29 ноября — чемпионат Европы (Шампери, Швейцария). Женская сборная России проиграла в финале команде Швейцарии со счётом 7:8[118]. В мужском турнире победу одержала сборная Швеции[119]. Россияне не вышли в плей-офф, но отобрались на чемпионат мира 2015[120].

## Конькобежный спорт
- 11—12 января — чемпионат Европы по конькобежному спорту (Хамар, Норвегия)[121].
- 17—19 января — чемпионат Европы (Дрезден, Германия). На счету сборной России 6 золотых, 3 серебряных и 3 бронзовых медали.
- 18—19 января — чемпионат мира в спринтерском многоборье (Нагано, Япония)[122].
- 14—16 марта — чемпионат мира (Монреаль, Канада). Виктор Ан победил на дистанции 1000 м, став лучшим и в многоборье.
- 22—23 марта — чемпионат мира в классическом многоборье (Херенвен, Нидерланды)[123].

## Лёгкая атлетика
- 7—9 марта — чемпионат мира в помещении (Сопот, Польша)[124]. На счету российской команды три золотых медали[125].
- 29 апреля — трёхкратная победительница Чикагского марафона Лилия Шобухова дисквалифицирована до 23 января 2015 года из-за аномальных показателей гематологического профиля биологического паспорта[126].
- 24—25 мая — на Багамских островах прошёл первый чемпионат мира по легкоатлетическим эстафетам[127].
- 13 июня — чемпионка мира 2013 года в эстафете 4×400 м Ксения Рыжова дисквалифицирована до конца 2014 года в связи с обнаружением в допинг-пробе триметазидина[128].
- 12—17 августа — чемпионат Европы по лёгкой атлетике (Цюрих, Швейцария). Сборная России, завоевав три золотых награды, заняла четвёртое место в медальном зачёте.
- 28 сентября — 41-й Берлинский марафон. Кениец Деннис Киметто установил новый мировой рекорд — 2:02:57[129].

## Мини-футбол
- 28 января — 8 февраля — чемпионат Европы в бельгийском Антверпене. Сборная России во второй раз подряд стала серебряным призёром, уступив в финале итальянцам (1:3)[130].
- 9 апреля — московское «Динамо» стало обладателем Кубка России.
- 1 июня — московский клуб «Дина» выиграл мужскую Суперлигу.

## Мотоспорт
- 19 сентября — российский гонщик Эмиль Сайфутдинов выиграл личный чемпионат Европы по спидвею[131].
- 9 ноября — испанский пилот команды «Repsol Honda Team» Марк Маркес во второй раз подряд стал чемпионом MotoGP[132].

## Плавание
- 13 мая — обладательница мирового рекорда на дистанции 200 м брассом на короткой воде Юлия Ефимова дисквалифицирована до 28 февраля 2015 года из-за положительной допинг-пробы[133].
- 13—24 августа — чемпионат Европы по водным видам спорта в Берлине[134].
- 2 ноября — венгерская спортсменка Катинка Хоссу и южноафриканец Чад Ле Кло выиграли общий зачёт Кубка мира по плаванию[англ.][135].
- 3—7 декабря — чемпионат мира по плаванию на короткой воде (Доха, Катар)[136]. Владимир Морозов, Евгений Седов, Олег Тихобаев и Сергей Фесиков выиграли эстафету 4×50 м кролем с мировым рекордом (1:22.60)[137].

## Пляжный футбол
- 8 июня — клуб «Кристалл» из Санкт-Петербурга стал обладателем Кубка европейских чемпионов[138].
- 3 августа — волгоградский «Ротор» впервые стал чемпионом России[139].
- 17 августа — сборная России по пляжному футболу в четвёртый раз выиграла Евролигу[140].
- 28—31 августа — Кубок Европы в Баку (Азербайджан). Россияне завоевали бронзу[141], уступив в полуфинале будущим победителям — испанцам[142].
- 4—8 ноября — Межконтинентальный кубок (Дубай, ОАЭ). Сборная России заняла второе место, проиграв в финале команде Бразилии[143]. Наставник сборной России Михаил Лихачёв был признан лучшим тренером 2014 года в пляжном футболе[144].

## Прыжки на лыжах с трамплина
- 4 января — Ирина Аввакумова стала первой российской победительницей этапа Кубка мира, который прошёл в городе Чайковский Пермского края[145].
- 22 марта — поляк Камиль Стох и японка Сара Таканаси завоевали Кубок мира.

## Регби
- 16 марта — в Кубке шести наций[англ.] по регби победила сборная Ирландии[146].
- 7 мая — красноярский «Енисей-СТМ» стал обладателем первого в истории Суперкубка России по регби[147].
- 15 июня — женская сборная России выиграла чемпионат Европы по регби-7[148].
- 15 сентября — команда «Енисей-СТМ» в шестой раз завоевала звание чемпиона России по регби.
- 5 октября — «Енисей-СТМ» стал обладателем Кубка России по регби.
- 28 октября — клуб «ВВА-Подмосковье» стал чемпионом России по регби-7[149].

## Сёги
- 17—20 июля — чемпионат Европы по сёги в Будапеште[150]. Первое место впервые в истории чемпионата завоевала сёгистка — Каролина Стычинская из Польши.
- 6—7 декабря — 6-й Международный форум сёги в Сидзуоке[151][152][153][154].

## Стрельба
- 6—20 сентября — чемпионат мира по стрельбе (Гранада, Испания)[155].
- 21—28 октября — финал Кубка мира по стрельбе[англ.] (Габала, Азербайджан)[156]. Сборная России завоевала 5 золотых медалей.

## Теннис
- 26 января — швейцарский теннисист Станислас Вавринка впервые в карьере выиграл турнир Большого шлема Открытый чемпионат Австралии[157]. В женском одиночном разряде победу одержала китаянка Ли На[158]. Россиянки Екатерина Макарова и Елена Веснина уступили в финале турнира в женском парном разряде Саре Эррани и Роберте Винчи из Италии со счётом 4:6, 6:3, 7:5[159].
- 25 мая—8 июня — Открытый чемпионат Франции[160]. В женском одиночном разряде победила Мария Шарапова[161], лучшим среди мужчин стал испанец Рафаэль Надаль[162].
- 23 июня—6 июля — Уимблдонский турнир[163].
- 25 августа—8 сентября — Открытый чемпионат США[164]. Екатерина Макарова и Елена Веснина выиграли соревнования в женском парном разряде[165].
- 11—19 октября — Кубок Кремля[166]. Россиянка Анастасия Павлюченкова победила в женском одиночном разряде[167], хорват Марин Чилич — чемпион US Open 2014 года — в мужском[168].
- 20—26 октября — Итоговый турнир WTA (Лондон, Великобритания). Чемпионкой в третий раз подряд стала американка Серена Уильямс[169].
- 9 ноября — женская сборная Чехии завоевала Кубок Федерации[170].
- 9—16 ноября — Итоговый турнир ATP (Лондон, Великобритания)[171]. Первое место в третий раз подряд занял серб Новак Джокович[172].
- 23 ноября — мужская сборная Швейцарии впервые выиграла Кубок Дэвиса[173].

## Триатлон
- 15 марта—18 октября — Кубок мира[англ.][174].
- 5 апреля—1 сентября — Мировая серия[175]. Победителями общего зачёта стали испанец Франсиско Хавьер Гомес Нойя[176] и американка Гвен Йоргенсен[177].
- 19—22 июня — чемпионат Европы[исп.] (Китцбюэль, Австрия)[178][179]. Первое место заняли британец Алистер Браунли[180] и швейцарка Никола Шпириг[181].

## Тяжёлая атлетика
- 5—12 апреля — чемпионат Европы по тяжёлой атлетике в Тель-Авиве (Израиль)[182]. Сборная России завоевала 12 наград: 6 золотых, 5 серебряных и одну бронзовую.
- 21—28 июня — первенство мира по тяжёлой атлетике среди юниоров (до 20 лет) в Казани[183][184].
- 8—16 ноября — чемпионат мира по тяжёлой атлетике (Алма-Ата, Казахстан)[185]. Россияне Татьяна Каширина и Руслан Албегов завоевали золотые медали в двоеборье[186][187].

## Фехтование
- 7—14 июня — чемпионат Европы по фехтованию (Страсбург, Франция)[188]. Саблисты россиянин Алексей Якименко и украинка Ольга Харлан стали чемпионами Европы в пятый раз.
- 24—28 июня — молодёжный чемпионат Европы по фехтованию (Тбилиси, Грузия)[189].
- 15—23 июля — чемпионат мира по фехтованию в Казани[190]. Ранее турнир должен был проходить в Софии (Болгария). Первое место в медальном зачёте поделили команды России и Италии[191].

## Фигурное катание
- 15—19 января — чемпионат Европы по фигурному катанию (Будапешт, Венгрия)[192]. Россия стала первой в медальном зачёте (2 золотых, 4 серебряных и 2 бронзовых награды)[193].
- 20—25 января — чемпионат четырёх континентов по фигурному катанию (Тайбэй, Китайская Республика)[194].
- 12—16 марта — чемпионат мира среди юниоров по фигурному катанию (София, Болгария)[195]. Елена Радионова выиграла соревнования среди женщин. Всего же у россиян семь медалей.
- 26—30 марта — чемпионат мира по фигурному катанию (Сайтама, Япония)[196][197]. Юлия Липницкая, Ксения Столбова и Фёдор Климов завоевали серебряные награды[198].
- 24 октября—14 декабря — Гран-при по фигурному катанию. Елизавета Туктамышева стала победительницей финального этапа в Барселоне[199].

## Футбол
- 12 января — в Санкт-Петербурге завершился XXVI Мемориал Гранаткина, впервые победила сборная Японии[200]; российская команда стала серебряным призёром.
- 13 января — в Цюрихе прошла церемония вручения премии «Золотой мяч». Лучшей футболисткой стала немка Надин Ангерер, лучшим футболистом — португалец Криштиану Роналду[201].
- 24 января—2 февраля — Кубок Содружества, победу впервые одержала сборная Украины[202]. Российская молодёжная сборная стала второй.
- 30 января—5 февраля — Объединённый суперкубок 2014 (Израиль)[203]. Турнир выиграл донецкий «Шахтёр»[204].
- 2 февраля — команда «Сиэтл Сихокс» выиграла у «Денвер Бронкос» в финале Суперкубка американской Национальной футбольной лиги[205].
- 23 февраля — жеребьёвка отборочного турнира Евро-2016. В группе G сыграют сборные России, Молдовы, Черногории, Лихтенштейна, Австрии и Швеции[206].
- 15 марта—4 апреля — чемпионат мира по футболу среди девушек до 17 лет (Коста-Рика[207]).
- 22 апреля — Дэвид Мойес уволен с поста главного тренера футбольного клуба «Манчестер Юнайтед». Исполняющим обязанности тренера был назначен Райан Гиггз[208], вошедший в штаб нового наставника «МЮ» — голландца Луи ван Галя[209].
- 8 мая — футбольный клуб «Ростов» стал обладателем Кубка России.
- 14 мая — футбольный клуб «Севилья» стал победителем Лиги Европы.
- 15 мая — московский ЦСКА второй год подряд выиграл чемпионат России по футболу[210].
- 18 мая — главный тренер испанской «Барселоны» Херардо Мартино ушёл в отставку[211], его преемником стал Луис Энрике[212].
- 31 мая—8 июня — чемпионат мира по футболу среди непризнанных сборных (Швеция)[213][214].
- 12 июня—13 июля — XX чемпионат мира по футболу (Бразилия)[215]. Победителем стала сборная Германии[216].
- 5—25 августа — чемпионат мира по футболу (девушки до 20 лет) (Канада)[217].
- 17 августа — сборная Руанды дисквалифицирована в Кубке Африки-2015 из-за грубого нарушения регламента: в её составе на поле появился игрок, имеющий паспорт Демократической Республики Конго[218].
- 18 ноября — сборная Ямайки стала обладателем Карибского кубка[219].
- 4 декабря — УЕФА запретил крымским командам (в частности, севастопольскому СКЧФ, симферопольскому ТСК и ялтинской «Жемчужине») выступать в соревнованиях, проводимых под эгидой РФС, после 1 января 2015 года[220][221][222][223]. В сезоне 2014/2015 клубы приняли участие в Кубке России и первенстве ПФЛ.
- 10—20 декабря — клубный чемпионат мира в Марокко[224]. Победу одержал мадридский «Реал»[225].

## Хоккей на траве
- 31 мая—14 июня — чемпионат мира по хоккею на траве среди женщин в Гааге (Нидерланды), который выиграла сборная Нидерландов[226].
- 31 мая—15 июня — чемпионат мира по хоккею на траве среди мужчин в Гааге (Нидерланды), победителями стали хоккеисты Австралии[227].

## Хоккей с мячом
- 26 января — 2 февраля — 34-й чемпионат мира по хоккею с мячом (Иркутск и Шелехов)[228]. Победу, как и год назад, одержала сборная России[229].
- 19—22 февраля — седьмой чемпионат мира по хоккею с мячом среди женщин (Лаппеэнранта, Финляндия). Сборная России впервые стала чемпионом мира[230].
- 30 марта — красноярский «Енисей» выиграл чемпионат России, отыграв у московского «Динамо» отставание в три мяча за десять минут. Финальный матч завершился в дополнительное время со счётом 6:5[231].
- 4 ноября — хабаровский «СКА-Нефтяник» завоевал Кубок России[232].

## Хоккей с шайбой
- 30 апреля — магнитогорский «Металлург» впервые стал обладателем Кубка Гагарина, переиграв в финальной серии пражский «Лев»[233]. Самым ценным хоккеистом плей-офф признан Сергей Мозякин[234].
- 9—25 мая — 78-й чемпионат мира по хоккею с шайбой (Минск, Беларусь)[235]. Российская сборная выиграла в финале у финской со счётом 5:2[236], шведы в матче за третье место разгромили чехов — 3:0[237].
- 13 июня — российский защитник клуба «Лос-Анджелес Кингз» Вячеслав Войнов стал двукратным обладателем Кубка Стэнли[238].

## Шахматы
- 2—15 марта — чемпионат Европы по шахматам среди мужчин (Ереван, Армения)[239]. Лучшим стал Александр Мотылёв, бронзовую медаль завоевал Владимир Федосеев.
- 6—17 июля — чемпионат Европы по шахматам среди женщин (Пловдив, Болгария)[240]. Победительницей стала россиянка Валентина Гунина[241].
- 1—14 августа — шахматная олимпиада в Тромсё (Норвегия). Женская сборная России заняла первое место[242].
- 7—28 ноября — матч за звание чемпиона мира по шахматам (Сочи, Россия)[243]. Со счётом 6,5:4,5 у Вишванатана Ананда из Индии выиграл норвежец Магнус Карлсен, защитивший титул чемпиона мира[244].

## Шашки
- 8—16 апреля — матч за звание чемпиона мира по шашкам-64 (Санкт-Петербург). Россиянин Николай Стручков выиграл у своего соотечественника Гаврила Колесова, защитив чемпионский титул[245][246].
- 10—15 июня — чемпионат Азии по международным шашкам среди мужчин и женщин (Бангкок, Таиланд). Победителями стали монгол Дул Эрдэнэбилэг и китаянка Алатэнхуа.
- 10—25 августа — чемпионат Африки по международным шашкам среди мужчин (Ниамей, Нигер). Первое место занял Фредди Локо, представитель Демократической Республики Конго.
- 16—24 августа — чемпионат Франции по международным шашкам среди мужчин (Шартр, Франция. Победил Арно Кордье.
- 6—14 октября — чемпионат Европы по международным шашкам среди мужчин и женщин (Таллин, Эстония)[247]. Чемпионами стали Ольга Балтажи (Украина) и Рул Бомстра (Нидерланды). Серебряные медали у россиян Тамары Тансыккужиной и Айнура Шайбакова. Впервые призёром стал представитель Франции.
- 17—25 октября — чемпионат Европы по русским шашкам среди мужчин и женщин (Санкт-Петербург, Россия)[248]. Золотые медали завоевали россиянка Жанна Саршаева и белорус Игорь Михальченко.
- 22—24 октября
  - Чемпионат мира по турецким шашкам (Измир, Турция)[249]. Чемпионом стал представитель Турции Фаик Йилдыс.
  - Чемпионат мира по международным шашкам среди мужчин (быстрые шашки) (Измир, Турция)[249]. Победу одержал россиянин Айнур Шайбаков.

## Другие спортивные события
- 19 апреля — 5 мая — чемпионат мира по снукеру (Шеффилд, Великобритания). Победу одержал британец Марк Селби. Австралиец Нил Робертсон стал первым снукеристом в истории, сделавшим более 100 сенчури-брейков за один сезон (всего в сезоне 2013/2014 исполнил 103 сотенных серии).
- 28 апреля — 5 мая — чемпионат мира по настольному теннису среди команд (Токио, Япония)[250].
- 1 июля — новозеландский игрок в крикет Лоу Винсент дисквалифицирован пожизненно[251].
- 21 июля — британец Рори Макилрой выиграл Открытый чемпионат Великобритании по гольфу 2014 года[англ.][252].
- 23 июля—3 августа — Игры Федерации Содружества наций (Глазго, Великобритания)[253].
- 19 сентября—4 октября — XVII Азиатские игры (Инчхон, Республика Корея)[254].
- 4 ноября — скачки Melbourne Cup 2014 завершились победой Протекциониста и гибелью скакуна Эдмайр Ракти[255].
- 20—24 ноября — чемпионат мира по самбо в Нарита (Япония)[256].

## Скончались
- 5 января — Эйсебио, португальский футболист. Двукратный обладатель «Золотой бутсы» (1968, 1973), бронзовый призёр и лучший бомбардир чемпионата мира 1966, обладатель Кубка европейских чемпионов 1961/1962, 11-кратный чемпион Португалии, пятикратный обладатель Кубка Португалии, чемпион Североамериканской футбольной лиги (1976).
- 6 января — Карел Гут, чехословацкий хоккеист и тренер, член Зала славы ИИХФ и зала славы чешского хоккея.
- 8 января — Ирма Хейтинг-Схумахер, нидерландская пловчиха, двукратный призёр летних Олимпийских игр в Лондоне (1948) и Хельсинки (1952) в эстафете 4×100 м вольным стилем, двукратная чемпионка Европы (1950).
- 12 января — Дьюла Тёрёк, венгерский боксёр наилегчайшей весовой категории, олимпийский чемпион 1960 года.
- 16 января — Хосе Сулейман, президент WBC, член Международного боксёрского зала славы.
- 21 января
  - Георгий Славков, болгарский футболист, нападающий, обладатель «Золотой бутсы» (1981).
  - Натали Майбёрг, южноафриканская пловчиха, бронзовый призёр летних Олимпийских игр в Мельбурне (1956)[257].
- 23 января
  - Франц Габль, австрийский горнолыжник, серебряный призёр зимних Олимпийских игр в Санкт-Морице (1948) в скоростном спуске.
  - Урош Марович, югославский ватерполист, чемпион летних Олимпийских игр в Мехико (1968)[258].
- 1 февраля — Луис Арагонес, испанский футболист и тренер, в качестве тренера привёл сборную Испании к титулу чемпиона Европы 2008 года.
- 8 февраля — Майкон Перейра де Оливейра, бразильский футболист, лучший бомбардир чемпионата Украины 2011/2012.
- 13 февраля
  - Рихард Мёллер-Нильсен, датский футболист и тренер, в качестве тренера привёл сборную Дании к титулу чемпиона Европы 1992 года.
  - Пьеро Д’Инцео, итальянский конник, конкурист. Дважды серебряный призёр Олимпийских игр 1956 года в командном первенстве и 1960 года в индивидуальном первенстве, также четырёхкратный бронзовый призёр: игр 1956 года в индивидуальном первенстве и 1960, 1964 и 1972 годов в командном первенстве. Участник восьми летних Олимпийских игр с 1948 по 1976 годы.
- 15 февраля — Еню Димов Вылчев, болгарский борец вольного стиля, чемпион и неоднократный призёр Олимпийских игр, чемпионатов мира и Европы, четырнадцатикратный чемпион Болгарии.
- 18 февраля — Кристоф Годдарт, бельгийский шоссейный велогонщик. Бронзовый призёр велогонки Париж — Брюссель 2009 года.
- 25 февраля — Антонио Серменьо, венесуэльский боксёр, неоднократный чемпион мира по версии WBA (с 3 октября 1998 года по 29 мая 1999 года в полулёгком весе, с 13 мая 1995 года по 1997 год и с 10 октября 1999 года по 4 марта 2000 года в первом полулёгком весе).
- 26 февраля — Уэйн Фрай, американский гребец, чемпион летних Олимпийских игр 1952 в академической гребле (восьмёрка)[259].
- 11 марта — Мусан Абдул-Муслимов, мастер спорта международного класса по вольной борьбе, чемпион СССР, чемпион Европы.
- 12 марта — Зоя Руднова, заслуженный мастер спорта СССР, двукратная чемпионка мира, десятикратная чемпионка Европы по настольному теннису[260].
- 20 марта — Идералду Луис Беллини, бразильский футболист, чемпион мира 1958 и 1962 годов.
- 23 марта — Кармело Босси, итальянский боксёр. Серебряный призёр летних Олимпийских игр в Риме (1960), вице-чемпион Европы. Чемпион мира по версиям WBC и WBA.
- 27 марта — Невио Де Цордо, итальянский бобслеист. Участник двух зимних Олимпийских игр, серебряный призёр Саппоро, двукратный чемпион мира.
- 4 апреля
  - Исмет Атлы, турецкий борец, олимпийский чемпион летних Олимпийских игр в Риме (1960), призёр чемпионатов мира по вольной и греко-римской борьбе.
  - Хосе Агилар, кубинский боксёр. Бронзовый призёр летних Олимпийских игр в Москве (1980), обладатель серебряной и бронзовой медалей Панамериканских игр.
- 7 апреля — Сергей Александрович Нефёдов, советский волейболист, игрок сборной СССР (1949—1952). Двукратный чемпион мира, двукратный чемпион Европы, четырёхкратный чемпион СССР, Заслуженный мастер спорта СССР (1952).
- 11 апреля — Хельга Меес, немецкая фехтовальщица-рапиристка, серебряный и бронзовый призёр летних Олимпийских игр в Токио (1964).
- 13 апреля — Рафал Шнайдер, польский саблист, серебряный (1999) и трёхкратный бронзовый (1997, 1998, 2001) призёр чемпионатов мира.
- 17 апреля — Карл Майлер, западногерманский профессиональный теннисист и теннисный тренер. Победитель Итогового турнира WCT (1976).
- 20 апреля — Митхат Байрак, турецкий борец, чемпион летних Олимпийских игр в Мельбурне (1956) и в Риме (1960).
- 25 апреля
  - Тито Виланова, испанский футболист и главный тренер клуба «Барселона» (2012—2013).
  - Станко Лоргер, югославский легкоатлет, серебряный призёр чемпионата Европы в беге на дистанции 110 метров с барьерами (1958), двукратный чемпион Универсиады (1957, 1959).
- 26 апреля — Сандро Лопополо, итальянский боксёр. Серебряный призёр летних Олимпийских игр в Риме (1960). Чемпион мира по версиям WBC и WBA.
- 27 апреля — Вуядин Бошков, югославский футболист и тренер, играл на позиции правого вингера. Серебряный призёр летних Олимпийских игр в Хельсинки (1952).
- 28 апреля
  - Эдгар Лапрад, канадский хоккеист, член зала хоккейной славы в Торонто.
  - Валерий Леонидович Горюшев, советский и российский волейболист, доигровщик, серебряный призёр Игр XXVII Олимпиады в Сиднее (2000).
- 2 мая — Андрей Корнеев, российский пловец, Заслуженный мастер спорта России. Бронзовый призёр летних Олимпийских игр в Атланте (1996).
- 4 мая
  - Тойми Алатало, финский лыжник, олимпийский чемпион зимних Олимпийских игр в Скво-Вэлли (1960).
  - Елена Балтача, британская теннисистка украинского происхождения. Победительница 14 турниров ITF (10 — в одиночном разряде).
- 6 мая — Джимми Эллис, американский боксёр-профессионал, чемпион мира в тяжёлом весе по версии WBA.
- 7 мая — Уильям Майерс, южноафриканский боксёр, бронзовый призёр летних Олимпийских игр в Риме (1960).
- 10 мая — Мари Кинсиго, эстонская шахматистка, трёхкратная чемпионка Эстонии по шахматам, мастер спорта СССР (1976), мастер ФИДЕ по шахматам среди женщин (1993).
- 13 мая — Энтони Вильянуэва, филиппинский боксёр, серебряный призёр летних Олимпийских игр в Токио (1964).
- 17 мая — Анна Поллату, греческая гимнастка, бронзовый призёр летних Олимпийских игр в Сиднее (2000).
- 19 мая
  - Джек Брэбем, австралийский автогонщик, трёхкратный чемпион мира по автогонкам в классе Формула-1[261].
  - Збигнев Петшиковский, польский боксёр средней и полутяжёлой весовых категорий. Призёр трёх летних Олимпийских игр, четырёхкратный чемпион Европы, одиннадцатикратный чемпион Польши.
- 22 мая — Маурицио Манелли, итальянский ватерполист, бронзовый призёр летних Олимпийских игр в Хельсинки (1952).
- 23 мая
  - Жоэл Камарго, бразильский футболист, чемпион мира 1970 года.
  - Джон Маккормак, шотландский боксёр, бронзовый призёр летних Олимпийских игр в Мельбурне (1956).
- 26 мая — Николай Леонов, украинский кикбоксер, мастер спорта международного класса, победитель Кубка мира по полноконтактному каратэ (2005), чемпион мира по кикбоксингу (2007).
- 28 мая
  - Малкольм Глейзер, американский бизнесмен и владелец спортивных команд. Владел контрольным пакетом акций английского футбольного клуба «Манчестер Юнайтед», а также являлся владельцем клуба НФЛ «Тампа Бэй Баккэнирс» из города Тампа во Флориде, США[262].
  - Боб Хубрегс, канадский профессиональный баскетболист, выступавший в НБА. Член Зала славы баскетбола.
- 1 июня — Валентин Манкин, советский яхтсмен, трёхкратный олимпийский чемпион, многократный победитель чемпионатов мира и Европы, заслуженный мастер спорта СССР (1968), заслуженный тренер СССР, неоднократный чемпион СССР с 1959 по 1981 годы в различных классах яхт.
- 2 июня
  - Николай Николаевич Хренков, российский бобслеист, разгоняющий, выступавший за сборную России. Чемпион России, дважды серебряный призёр чемпионата Европы, заслуженный мастер спорта.
  - Ивица Брзич, югославский футболист и тренер. Серебряный призёр чемпионата Европы по футболу (1968).
  - Геннадий Гусаров, советский футболист и тренер. Серебряный призёр чемпионата Европы по футболу (1964).
- 7 июня — Фернандан, бразильский футболист, победитель клубного чемпионата мира 2006 в составе бразильского «Интернасьонала»[263].
- 9 июня — Эдмунд Бруггман, швейцарский горнолыжник, серебряный призёр зимних Олимпийских игр в Саппоро (1972) в гигантском слаломе.
- 13 июня — Дьюла Грошич, венгерский футболист, вратарь сборной Венгрии. Олимпийский чемпион летних Олимпийских игр в Хельсинки (1952), серебряный призёр чемпионата мира по футболу (1954).
- 20 июня — Обердан Каттани, бразильский футболист, голкипер, серебряный призёр чемпионата Южной Америки 1945 в составе сборной Бразилии.
- 23 июня — Магнус Вассен, шведский яхтсмен, бронзовый призёр летних Игр в Хельсинки (1952)[264].
- 26 июня
  - Лидия Алексеева, советская баскетболистка и тренер. Двукратная олимпийская чемпионка, многократная чемпионка мира и Европы в качестве тренера.
  - Нина Хукман-Янковская, советская, позже украинская и нидерландская шашистка. Международный гроссмейстер, многократный призёр чемпионатов мира и Европы, двукратная чемпионка СССР и 11-кратная чемпионка Нидерландов по международным шашкам.
- 7 июля — Альфредо Ди Стефано, аргентинский и испанский футболист. Первый член Зала Славы ФИФА.
- 20 июля — Берндт Каттер, финский пятиборец, бронзовый призёр летних Олимпийских игр в Мельбурне (1956).
- 30 июля — Хулио Грондона, аргентинский футбольный чиновник. Президент Ассоциации футбола Аргентины и вице-президент ФИФА.
- 31 июля — Францишек Гонсеница-Гронь, польский лыжник-двоеборец, бронзовый призёр зимних Олимпийских игр в Кортина-д’Ампеццо (1956).
- 5 августа — Ангела Немет, венгерская легкоатлетка. Олимпийская чемпионка летних Олимпийских игр в Мехико (1968).
- 6 августа — Норман Лейн, канадский гребец-каноист, спринтер, бронзовый призёр летних Олимпийских игр в Лондоне (1948).
- 7 августа — Ральф Брайанс, североирландский мотогонщик, чемпион мира по шоссейно-кольцевым мотогонкам серии MotoGP в классе 50cc (1965).
- 10 августа — Константин Александру, румынский борец греко-римского стиля, призёр Олимпийских игр, чемпион мира и Европы.
- 12 августа — Илья Самохин, бронзовый призёр чемпионата мира (1996) и чемпион Европы (1999) по мини-футболу[265].
- 24 августа — Ильгизар Мардеев, российский автогонщик, мастер спорта международного класса, серебряный призёр Ралли Дакар 2007 в зачёте грузовиков[266].
- 28 августа — Фернандо Сунсунеги, испанский футболист, четырёхкратный чемпион Испании по футболу (1967, 1968, 1969, 1972)[267].
- 29 августа — Бьорн Вальдегорд, шведский автогонщик, победитель первого чемпионата мира по ралли среди пилотов (1979)[268].
- 17 сентября — Андрей Гусин, украинский футболист и тренер, семикратный чемпион страны[269].
- 24 сентября — Экарт Беркес, западногерманский легкоатлет, победитель чемпионата Европы по лёгкой атлетике в помещении в Софии (1971) на дистанции 60 м с барьерами.
- 25 сентября — Дороти Тайлер, британская легкоатлетка, двукратный серебряный призёр Олимпийских игр в прыжках в высоту (1936, 1948).
- 30 сентября — Эрик Хансен, датский байдарочник, чемпион и призёр Олимпийских игр в Риме (1960), призёр Олимпийских игр в Мехико (1968)[270].
- 4 октября — Фёдор Черенков, советский и российский футболист и тренер, четырёхкратный чемпион страны по футболу, бронзовый призёр летних Олимпийских игр в Москве (1980)[271].
- 10 октября — Валерий Карпов, советский и российский хоккеист, чемпион мира 1993 года[272].
- 24 октября — Мбулаени Мулаудзи, южноафриканский легкоатлет, серебряный призёр Олимпийских игр в беге на 800 м (2004)[273].
- 27 октября — Сензо Роберт Мейива, вратарь сборной ЮАР по футболу, четвертьфиналист Кубка африканских наций (2013)[274].
- 9 ноября — Гурам Гугенишвили, грузинский боец смешанного стиля, первый чемпион M-1 Challenge в тяжёлом весе[275].
- 23 ноября — Мюррей Клиффорд Оливер, канадский хоккеист и тренер, пятикратный участник Матча всех звёзд НХЛ[276].
- 24 ноября
  - Виктор Васильевич Тихонов, советский хоккеист и хоккейный тренер, трёхкратный олимпийский чемпион (1984, 1988, 1992), восьмикратный чемпион мира и 13-кратный чемпион СССР, заслуженный тренер СССР (1978), заслуженный работник физической культуры Российской Федерации (1993)[277].
  - Пэт Куинн — канадский хоккеист и тренер, возглавлял сборную Канады на победных для неё Олимпийских играх 2002 года в Солт-Лейк-Сити[278].
- 2 декабря
  - Жан Беливо, канадский хоккеист, десятикратный обладатель Кубка Стэнли[279].
  - Ацо Петрович, сербский баскетболист и тренер, выигрывал Кубок России 2008/2009 в качестве наставника БК УНИКС[280].
- 22 декабря — Нэйт Фокс, американский баскетболист, чемпион Эстонии 2009 года[281].